# Brassia signata
Brassia signata es una especie de orquídea epífita originaria de América. 

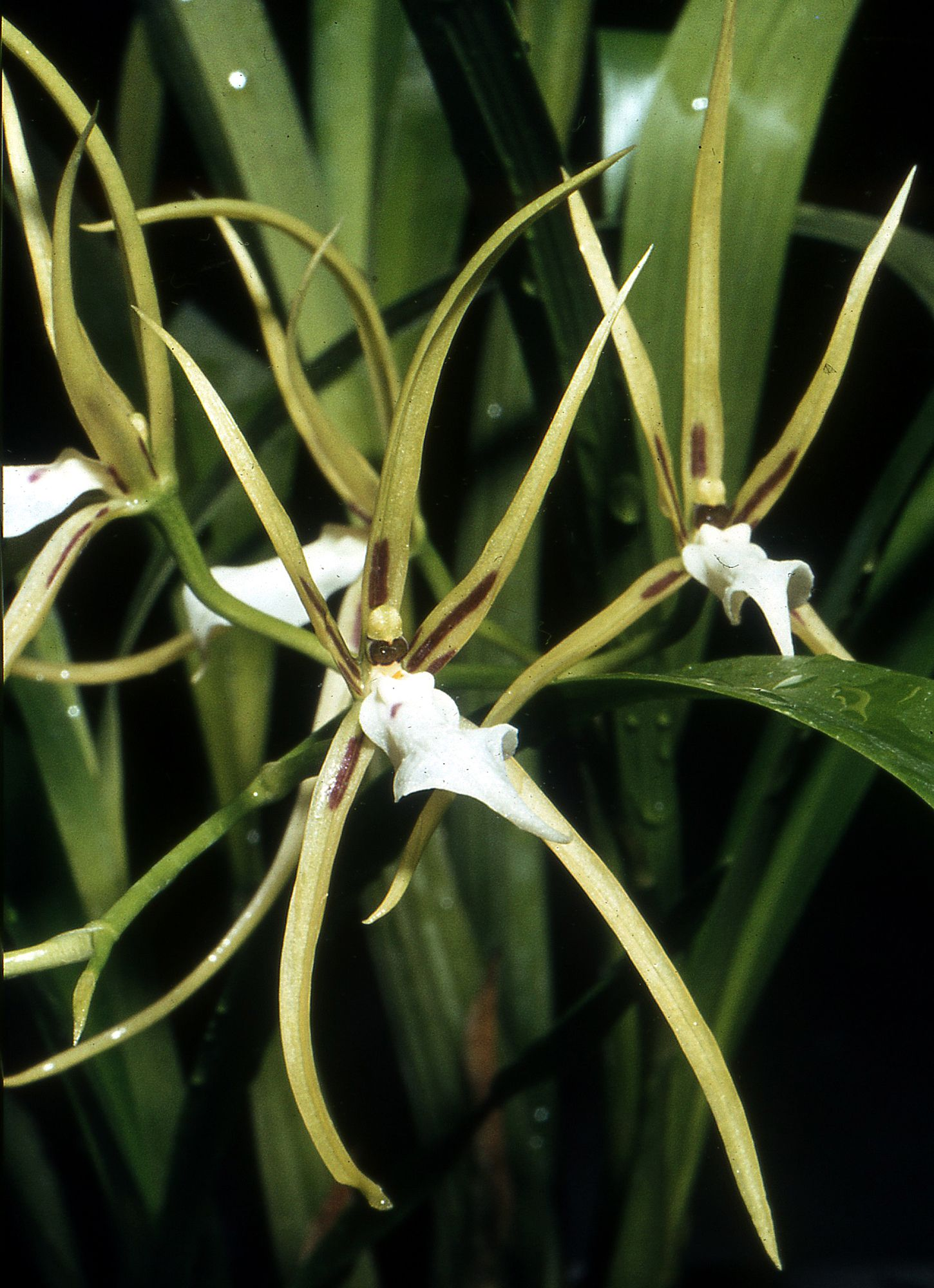
Flores

## Características
Es una especie epífita de tamaño mediano que prefiere el clima cálido, con hábitos de epifita y con pseudobulbos oblongos a ovales, alargados,  comprimidos lateralmente parcialmente envuelto basalmente con 1 a 3 pares de vainas dísticas, imbricadas, conduplicada que soportan y llevan 2 hojas, apicales, oblongas a oblanceoladas, agudas, estrechándose gradualmente abajo en las pecioladas bases. Florece en una inflorescencia de 30 cm de largo, suberecta a arqueada, con 2-10 flores que surgen a través de las vainas de las hojas en un pseudobulbo recién madurado con flores fragantes que aparecen en la primavera y el verano.

## Distribución y hábitat
Se encuentra en el Estado de Guerrero y Oaxaca, en México y Perú en los bosques de roble húmedos y bosques montanos en elevaciones alrededor de 1200-2200 metros. 

## Taxonomía
Brassia signata fue descrita por Heinrich Gustav Reichenbach en Edwards's Botanical Register 26: Misc. 36–37. 1840.
Etimología
El nombre del género Brassia (abreviado Brs.) fue otorgado en honor de William Brass, un ilustrador de botánica del siglo XIX.

signata: epíteto latino que significa "marcado".
Sinónimos
- Brassia mexicana C.Schweinf.
- Oncidium signatum Rchb.f.[4][5]